# 愛蝶灣

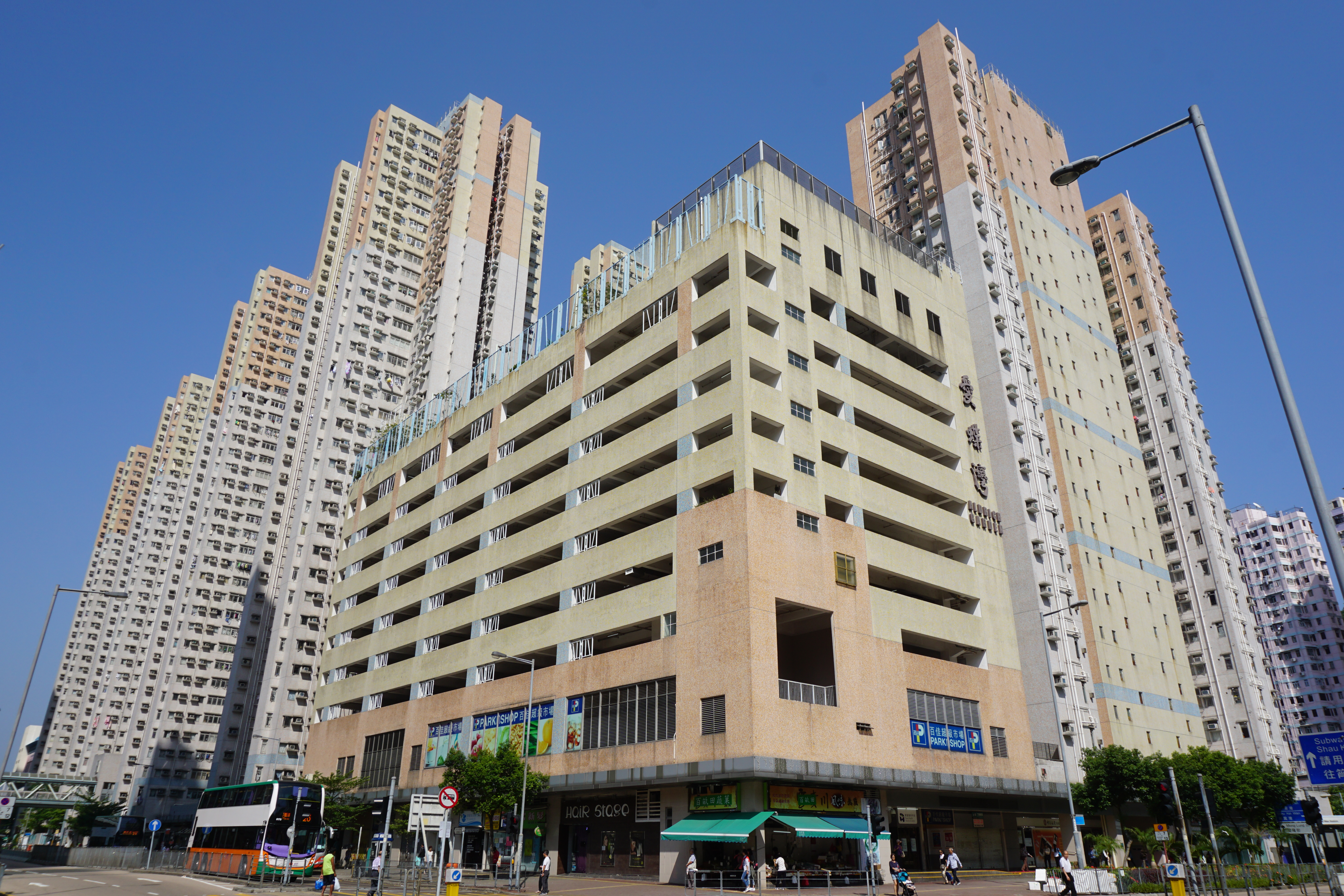
愛蝶灣西南面、停車場及商場外貌

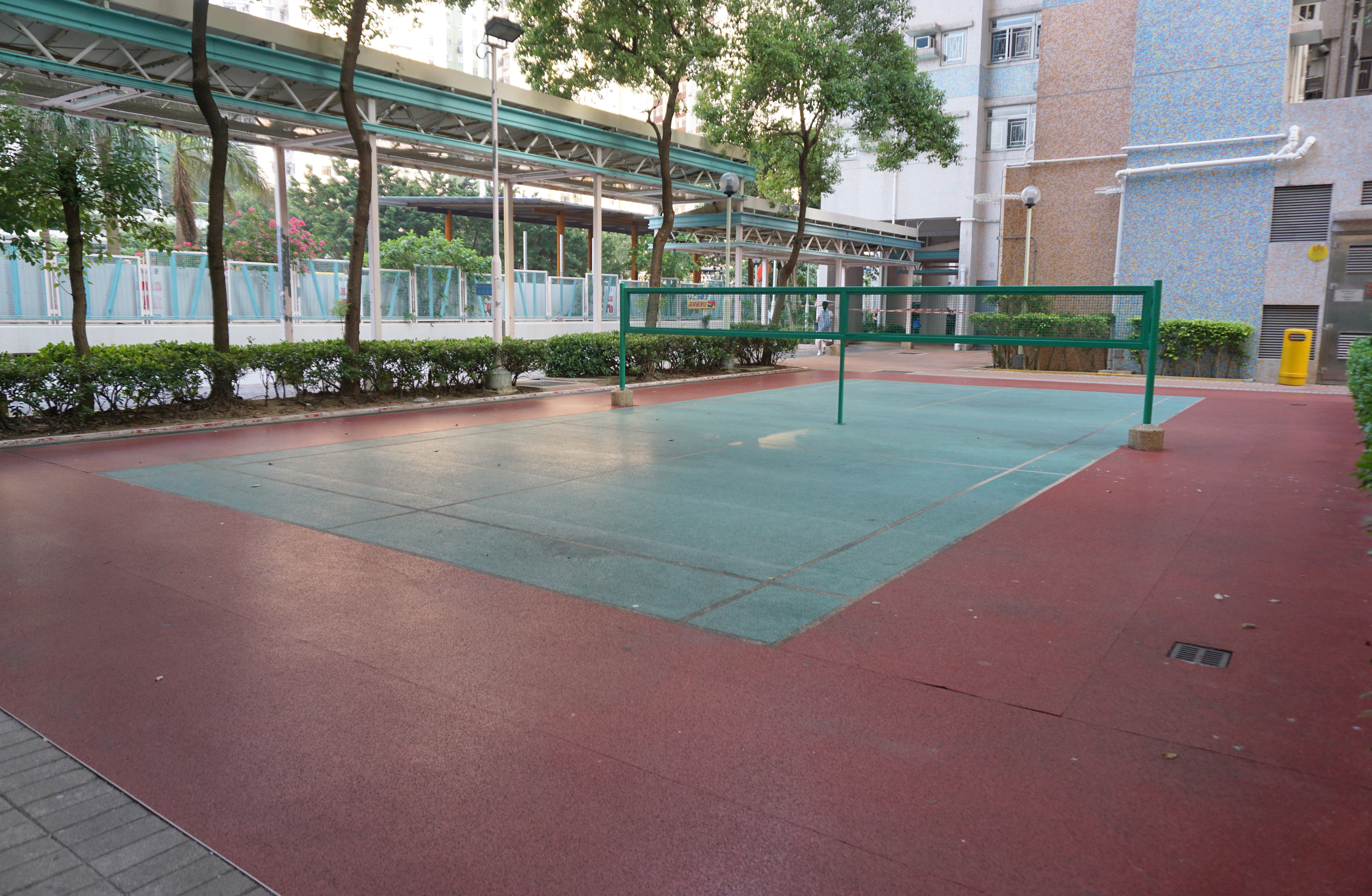
羽毛球場

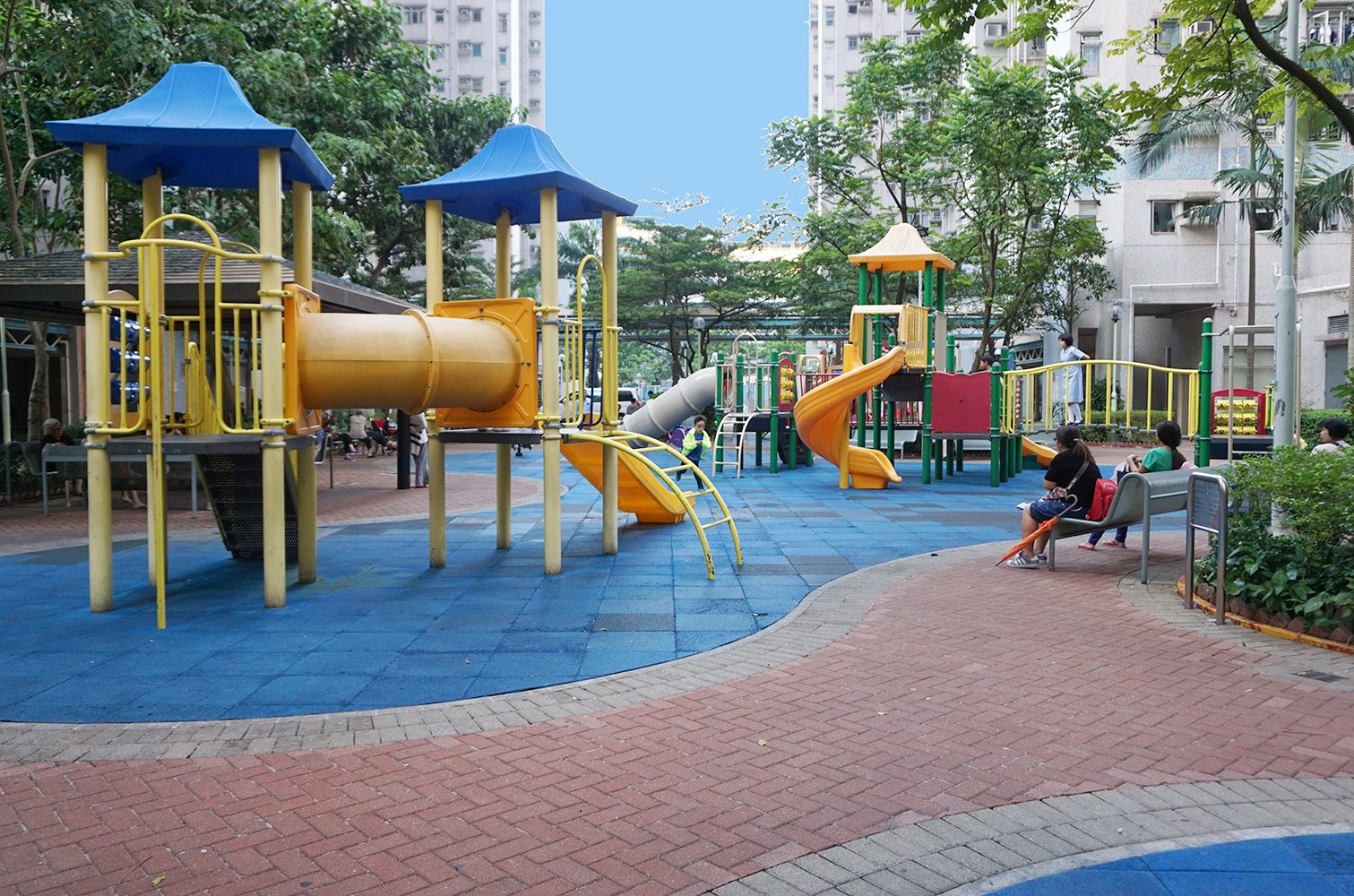
兒童遊樂場

愛蝶灣（英語：Aldrich Garden）是香港的一個私人機構參建居屋屋苑，由周大福集團（以「金冕有限公司」（英語：Golden Forum Limited）名義）發展，香港房屋委員會監管發展過程及推售，位於香港島筲箕灣愛秩序灣填海區範圍內、筲箕灣內地段第839號。屋苑鄰近愛東邨，港鐵筲箕灣站及筲箕灣避風塘，於2001年入伙。

## 屋苑資料
整項物業包括2幢21層及8幢34層高住宅大樓，共提供2972個單位。本屋苑由周蕙禮建築設計有限公司設計，協興建築承建，由富城集團負責管理。
而在出售期間，愛蝶灣曾獲選為重建置業計劃指定屋苑，供北角邨清拆戶優先選購。

### 樓宇
| 樓宇名稱 | 樓宇類型                          | 落成年份 | 層數 | 每層伙數 | 每座單位總數（伙） | 建築師                 | 承建商   | 提供升降機的廠商 |
| -------- | --------------------------------- | -------- | ---- | -------- | ------------------ | ---------------------- | -------- | ---------------- |
| 第1座    | 私人參建居屋計劃 （單向長型設計） | 2001年   | 21   | 6        | 126                | 周蕙禮建築設計有限公司 | 協興建築 | 東芝             |
| 第2座    | 私人參建居屋計劃 （單向長型設計） | 2001年   | 21   | 6        | 126                | 周蕙禮建築設計有限公司 | 協興建築 | 東芝             |
| 第3座    | 私人機構參建居屋計劃 （十字井型） | 2001年   | 34   | 10       | 340                | 周蕙禮建築設計有限公司 | 協興建築 | 東芝             |
| 第4座    | 私人機構參建居屋計劃 （十字井型） | 2001年   | 34   | 10       | 340                | 周蕙禮建築設計有限公司 | 協興建築 | 東芝             |
| 第5座    | 私人機構參建居屋計劃 （十字井型） | 2001年   | 34   | 10       | 340                | 周蕙禮建築設計有限公司 | 協興建築 | 東芝             |
| 第6座    | 私人機構參建居屋計劃 （十字井型） | 2001年   | 34   | 10       | 340                | 周蕙禮建築設計有限公司 | 協興建築 | 東芝             |
| 第7座    | 私人機構參建居屋計劃 （十字井型） | 2001年   | 34   | 10       | 340                | 周蕙禮建築設計有限公司 | 協興建築 | 東芝             |
| 第8座    | 私人機構參建居屋計劃 （十字井型） | 2001年   | 34   | 10       | 340                | 周蕙禮建築設計有限公司 | 協興建築 | 東芝             |
| 第9座    | 私人機構參建居屋計劃 （十字井型） | 2001年   | 34   | 10       | 340                | 周蕙禮建築設計有限公司 | 協興建築 | 東芝             |
| 第10座   | 私人機構參建居屋計劃 （十字井型） | 2001年   | 34   | 10       | 340                | 周蕙禮建築設計有限公司 | 協興建築 | 東芝             |

### 教育

#### 幼稚園
- 欣苗幼稚園  （2001年創辦）（位於愛蝶灣第3座地下）

#### 小學
- 愛秩序灣官立小學（1957年創辦，2000年遷入現址並更名）

## 圖片庫

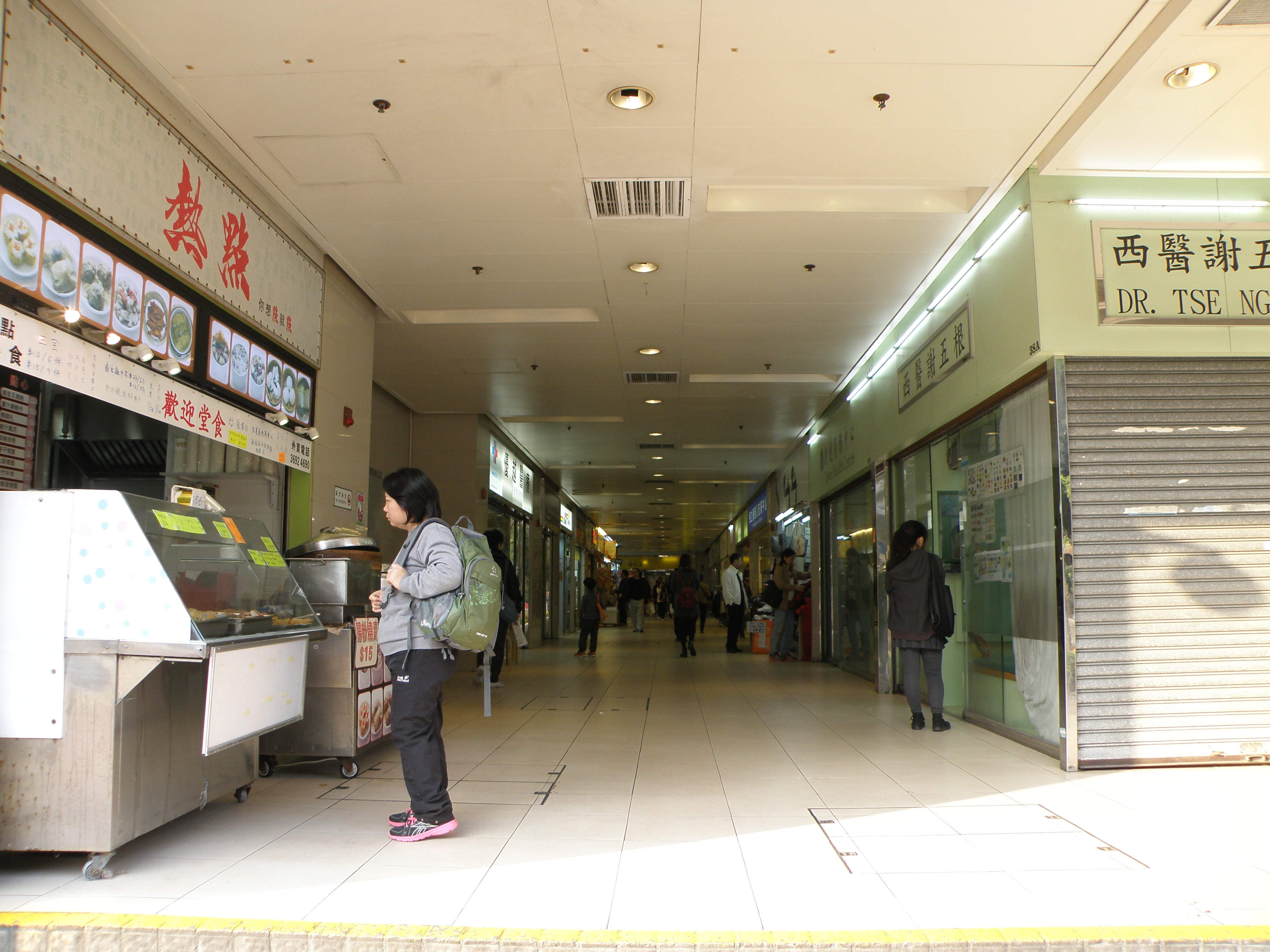
愛蝶灣商場內貌
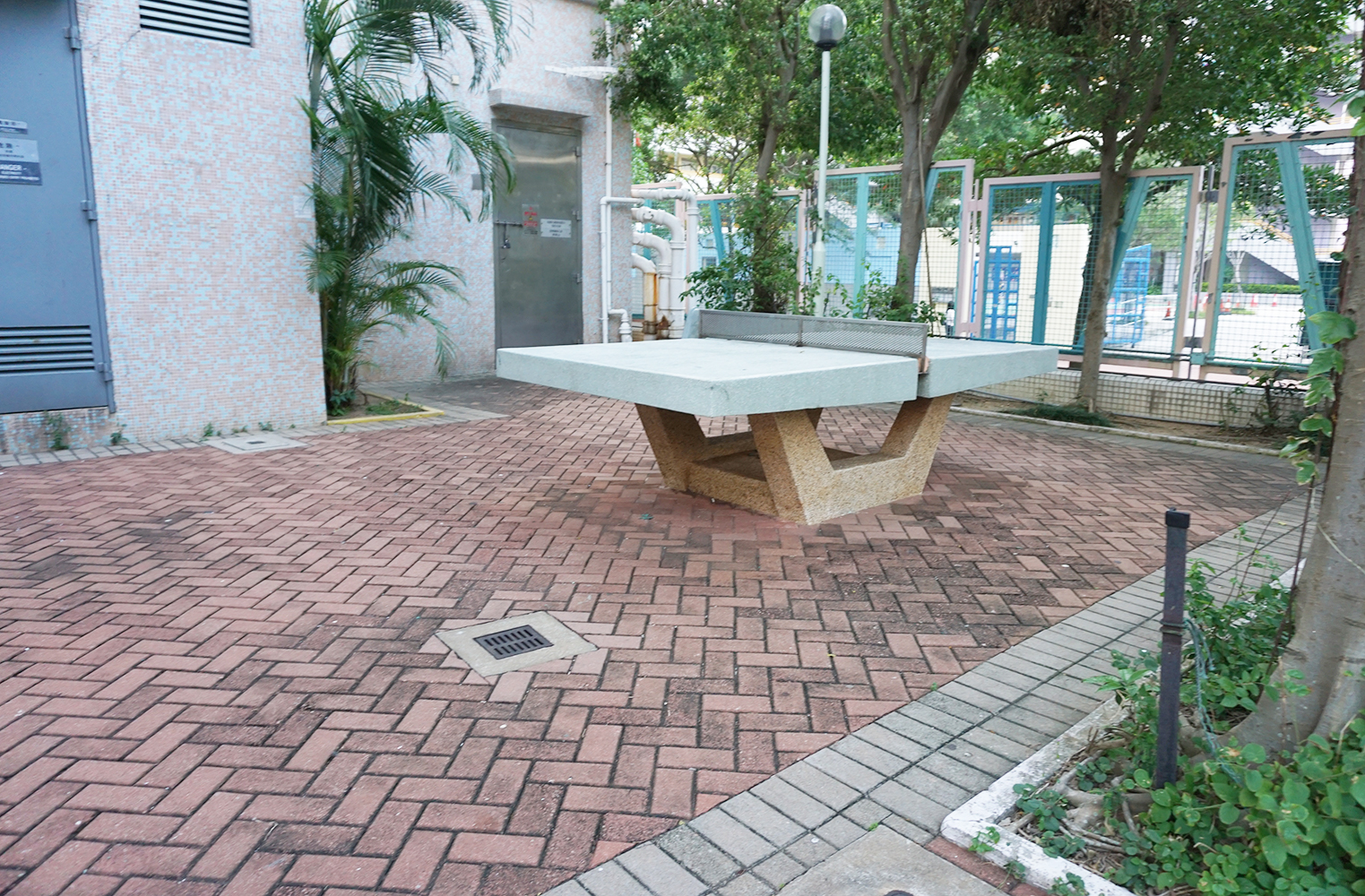
乒乓球桌
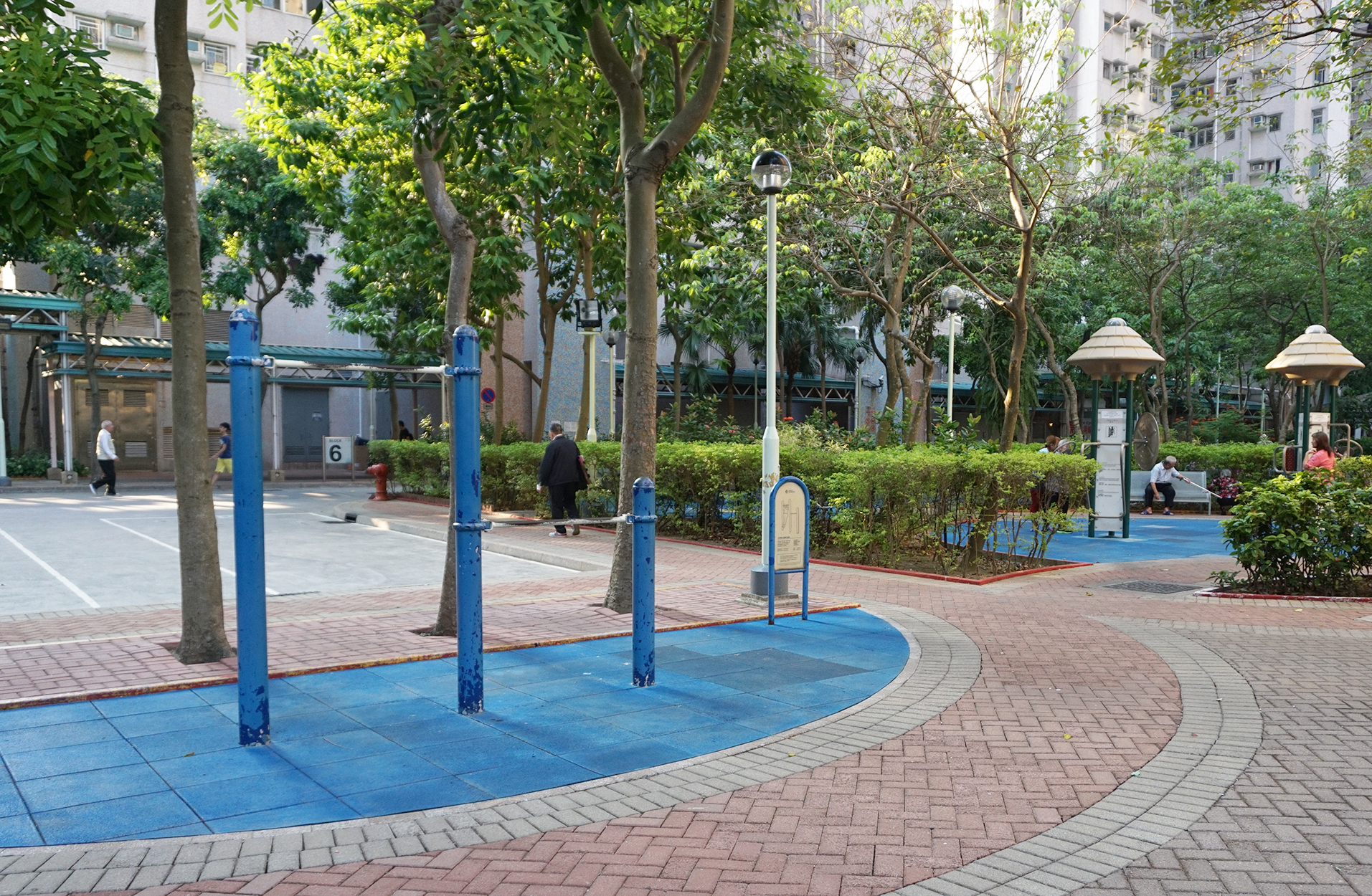
健體區

## 鄰近建築
- 公共屋邨 愛東邨
- 居屋屋苑 東旭苑、東濤苑

## 外部連結
- 香港房屋委員會：愛蝶灣 （页面存档备份，存于）
- 愛蝶灣 工程資料 （页面存档备份，存于）. 協興建築.
- .   [2019-05-21]. （原始内容存档于2002-10-23）.
- . 富城物業管理.   [2019-08-03]. （原始内容存档于2001-11-17） （中文）.